# Whitney Behr

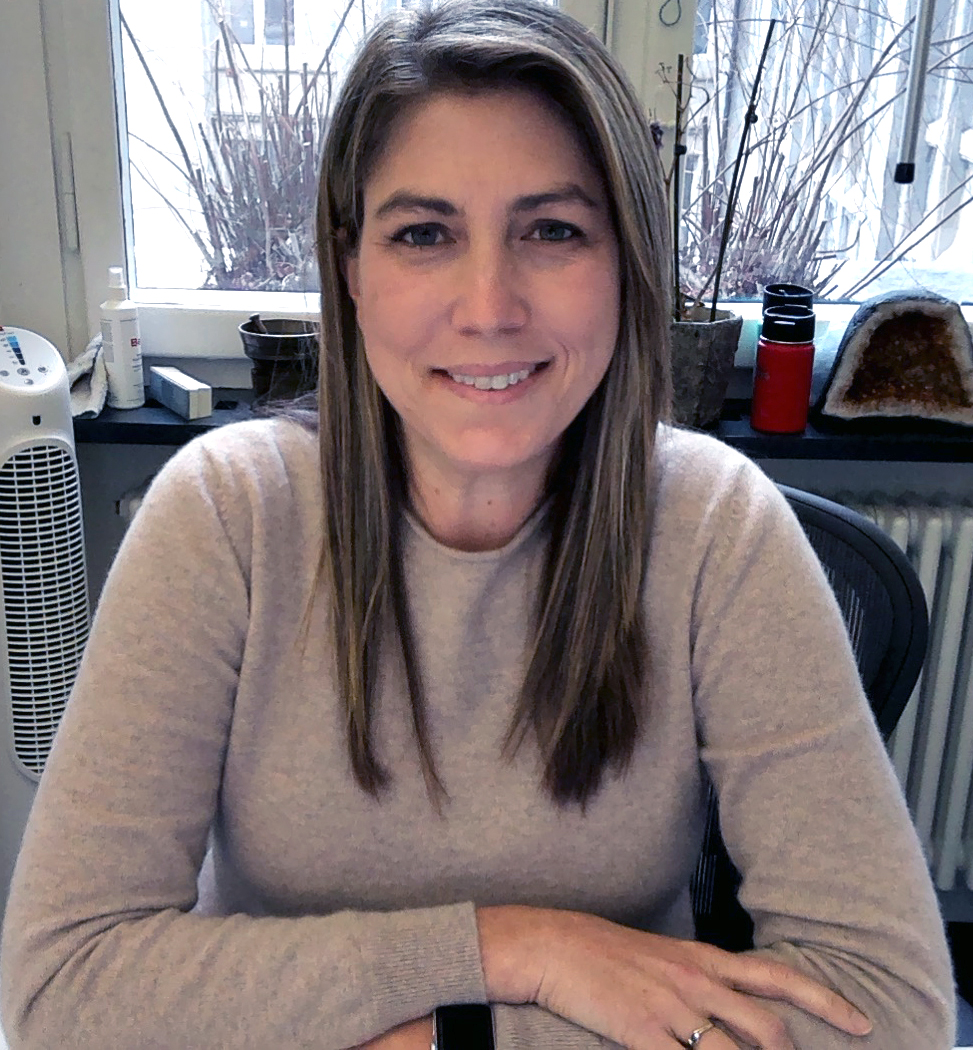
Whitney Behr

Whitney Maria Behr (* 25. September 1981 in Los Angeles) ist eine amerikanische Erdsystem-Wissenschaftlerin. Sie beschäftigt sich mit der Mechanik und Kinematik der Deformation der Lithosphäre. Behr ist seit 2018 Professorin für Strukturgeologie und Tektonik am Departement Erdwissenschaften an der ETH Zürich.

## Akademische Karriere
Whitney Behr studierte Geologie an der California State University Northridge. Ihren Ph.D. in Strukturgeologie und aktiver Plattentektonik an der University of Southern California unter der Betreuung von John P. Platt startete sie 2011. Nach dem Abschluss ihres Ph.D. arbeitete sie als promovierte wissenschaftliche Mitarbeiterin an der Brown University am Departement für Geowissenschaften unter Greg Hirth. Vom August 2012 bis Juni 2018 war Behr Assistenzprofessorin an der Jackson School of Geosciences der University of Texas. Ab Juli 2018 war Whitney Behr ausserordentliche Professorin für Strukturgeologie und Tektonik am Departement für Erdwissenschaften an der ETH Zürich. Im Juli 2022 wurde sie von ausserordentlicher zur ordentlichen Professorin. An der ETH Zürich leitet sie zudem das Rock Physics and Mechanics Laboratory.
Whitney Behrs primäre Forschung befasst sich mit der Mechanik und Kinematik der Deformation der Lithosphäre, der Rheologie der Erdkruste und des oberen Erdmantels, Spannungslokalisierung, Felsmechanik, tektonischer Geomorphologie, quartäre Geochronologie sowie der Bewertung von Abschiebungsraten.
Ihre Forschungsmethoden kombinieren Feldarbeit, analytische und experimentelle Techniken zur Verbesserung des Verständnisses der Deformation von Plattengrenzen. Gemäss ETH findet "ihre eingehende Charakterisierung der Gesteinsverformung und des strukturellen Kontexts des Materialverformungsverhaltens [...] grosse Beachtung".
Whitney Behrs Feldarbeit fand an verschiedenen Orten wie Kalifornien (Mojave-Wüste, Coachella Valley, Klamath Mountains); Betische Kordillere in Südspanien; Syros in Griechenland; Rio Grande in New Mexico; Kenai-Halbinsel in Alaska; Nordostchina; Italien, Neuseeland oder Marokko statt.

### Auszeichnungen und Anerkennungen
Im 2020 vergab der europäische Forschungsrat (ERC) den ERC Starting Grants unter anderem an Whitney Behr für ihr Forschungsprojekt zu Verwerfungen und Scher-Zonen an Plattengrenzen.
2019 erhielt Behr den „Presidential Early Career Award for Scientists and Engineers“, die höchste Auszeichnung der US-Regierung für Ingenieurinnen und Wissenschaftler am Anfang ihrer Forschungskarriere. 2016 wurde sie mit dem "Young Scientist Award" (Donath Medal) ausgezeichnet und 2013 erhielt Whitney Behr den "Doris Curtis Outstanding Woman in Science Award" für den Beitrag ihres Ph.D. in Geowissenschaften.

## Privatleben
Whitney Maria Behr wohnt seit 2018 in Zürich. Sie ist verheiratet mit einer Geologin und hat einen Sohn (* 2014).